# Karnak (Illinois)
Karnak es una villa ubicada en el condado de Pulaski en el estado estadounidense de Illinois. En el Censo de 2010 tenía una población de 499 habitantes y una densidad poblacional de 106,44 personas por km².

## Geografía
Karnak se encuentra ubicada en las coordenadas 37°17′39″N 88°58′34″O / 37.29417, -88.97611. Según la Oficina del Censo de los Estados Unidos, Karnak tiene una superficie total de 4.69 km², de la cual 4.68 km² corresponden a tierra firme y (0.22%) 0.01 km² es agua.

## Demografía
Según el censo de 2010, había 499 personas residiendo en Karnak. La densidad de población era de 106,44 hab./km². De los 499 habitantes, Karnak estaba compuesto por el 93.79% blancos, el 4.21% eran afroamericanos, el 0.2% eran amerindios, el 0% eran asiáticos, el 0% eran isleños del Pacífico, el 0.6% eran de otras razas y el 1.2% pertenecían a dos o más razas. Del total de la población el 2% eran hispanos o latinos de cualquier raza.